# Кайдани

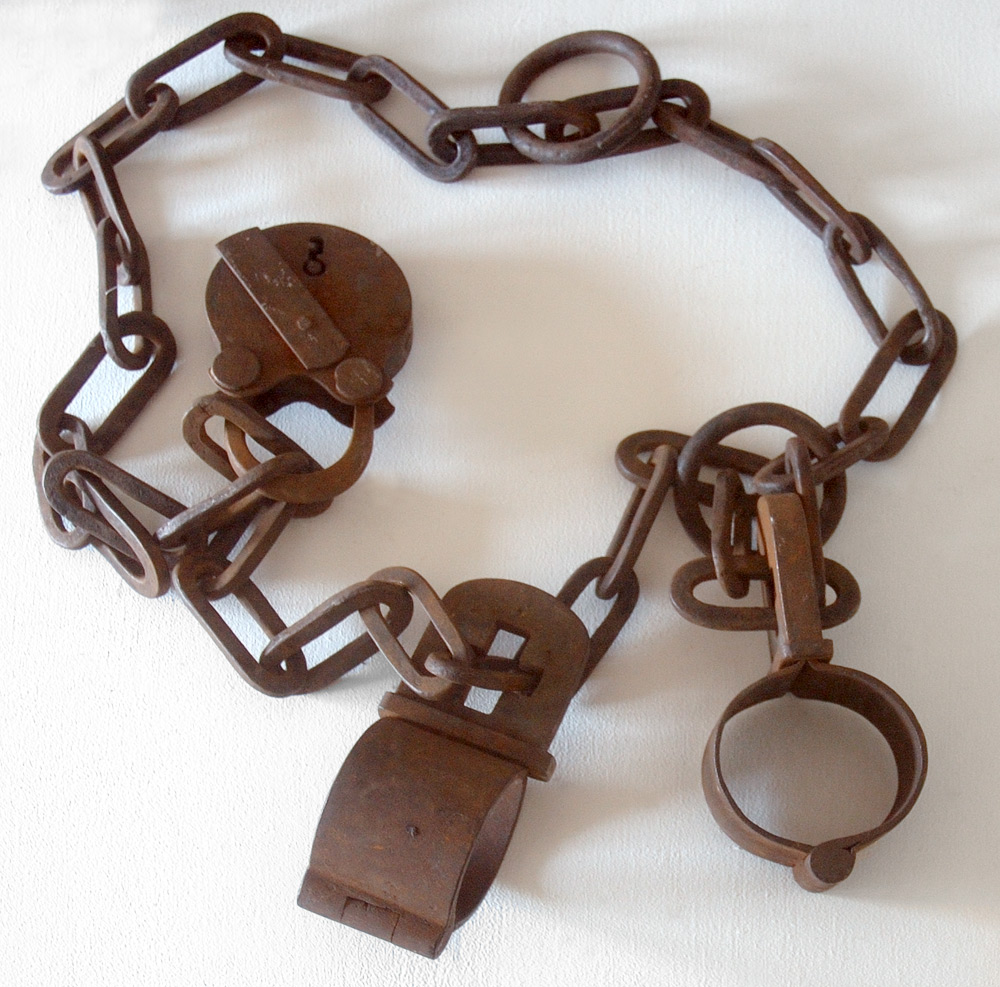
Старовинні ручні кайдани

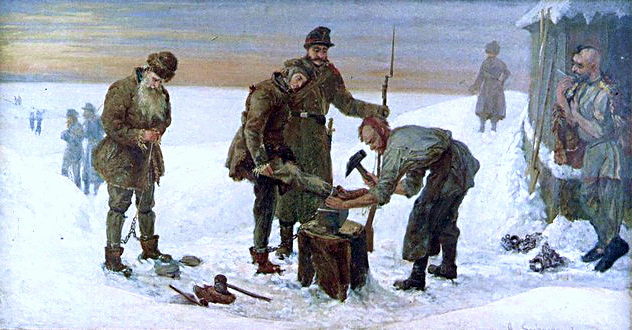
А. Сохачевський «Вечір, забивання в кайдани»

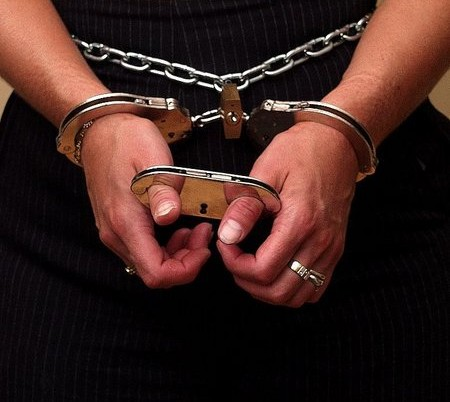
Наручники і напальцеві кайдани

Кайда́ни, збірн. кайда́ння — залізні ланцюги з кільцями, що їх заклепують або замикають на руках чи ногах арештованого, в'язня, який називався кайданником. Широко вживались до поширення наручників і наножників сучасного типу.
Слово кайдани, очевидно, походить від араб. قَيْدَانِ, kajdani — двоїни слова قَيْد, kajd («зав'язка»); запозичення відбулося через посередництво тюркських мов (пор. тур. kajd). Також пов'язується з тат. хайтан («шнурок», пор. гайтан). У західних областях «кайданками» досі називають звичайні наручники.

## Історія

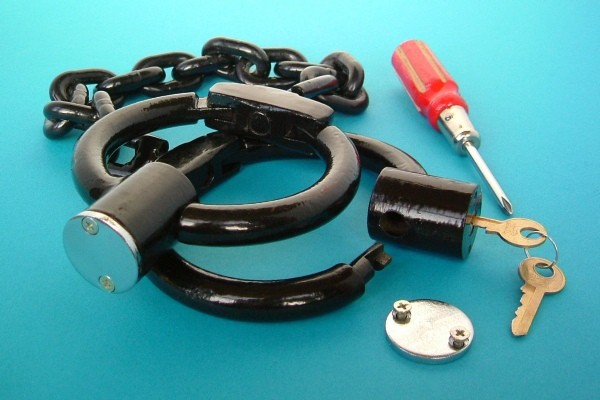
Сучасні китайські ножні окови

У XIX ст. кайдани носились ув'язненими протягом всього їхнього строку покарання. Вони часто не мали замка: їх елементи з'єднувались наглухо за допомогою заклепки. Ф. М. Достоєвський у «Записках з Мертвого дому» згадує про два види кайданів — «неформенні» і «форменні». Перші (арештанти називали їх мелкозвон) складались з кілець і були призначені для етапування, доставки засудженого до місця відбування покарання, носили їх поверх одягу. Другі призначались для перебування в місці ув'язнення і складались з чотирьох залізних прутів, у палець завдовжки, з'єднаних між собою трьома кільцями. До середнього кільця прив'язувався ремінь, що в свою чергу, кріпився до поясного ременя, надітого на сорочку. Їх носили під штанами. Під кайдани належало надягати так звані підкайданники — шкіряні шнуровані манжети довжиною 18-20 см (4 вершки), що запобігали неминучому в цих умовах намулянню ніг: «в один день арештант без підкайданників встиг би натерти собі рани». Надягали їх на спідню білизну, прямо під кільця кайданів. Підкайданниками в'язні за казенний кошт не забезпечувались, а заводили їх на свої гроші (коштували вони не менш ніж шістдесят копійок сріблом). Оскільки кайдани носили постійно, не знімаючи їх навіть у лазні, то перед миттям арештанти мусили знімати з себе білизну низкою хитрих маніпуляцій: «знявши спідню білизну, приміром, хоч з лівої ноги, треба пропустити його спочатку між ногою і кайданним кільцем; потім, звільнивши ногу, просилити цю білизну назад крізь те ж кільце; потім все, вже зняте з лівої ноги, просмикнути крізь кільце на правій нозі; а потім все просилене крізь перше кільце знову до себе назад». Ті ж дії повторювались у зворотному порядку і з надяганням нової білизни.

## Сучасність
У сучасній правоохоронній і карній системах ручні і ножні окови являють собою пристрої з вбудованим замком, переважно легкої конструкції. Призначення їх — обмежити рухи заарештованого чи засудженого під час перебування поза камерою.
В американських в'язницях наножники (fetter, leg irons, legcuffs) використовуються для сковування в'язнів групами (у так звані chain gangs). Масивні наножники, схожі на стародавні кайдани, використовуються в Китаї.

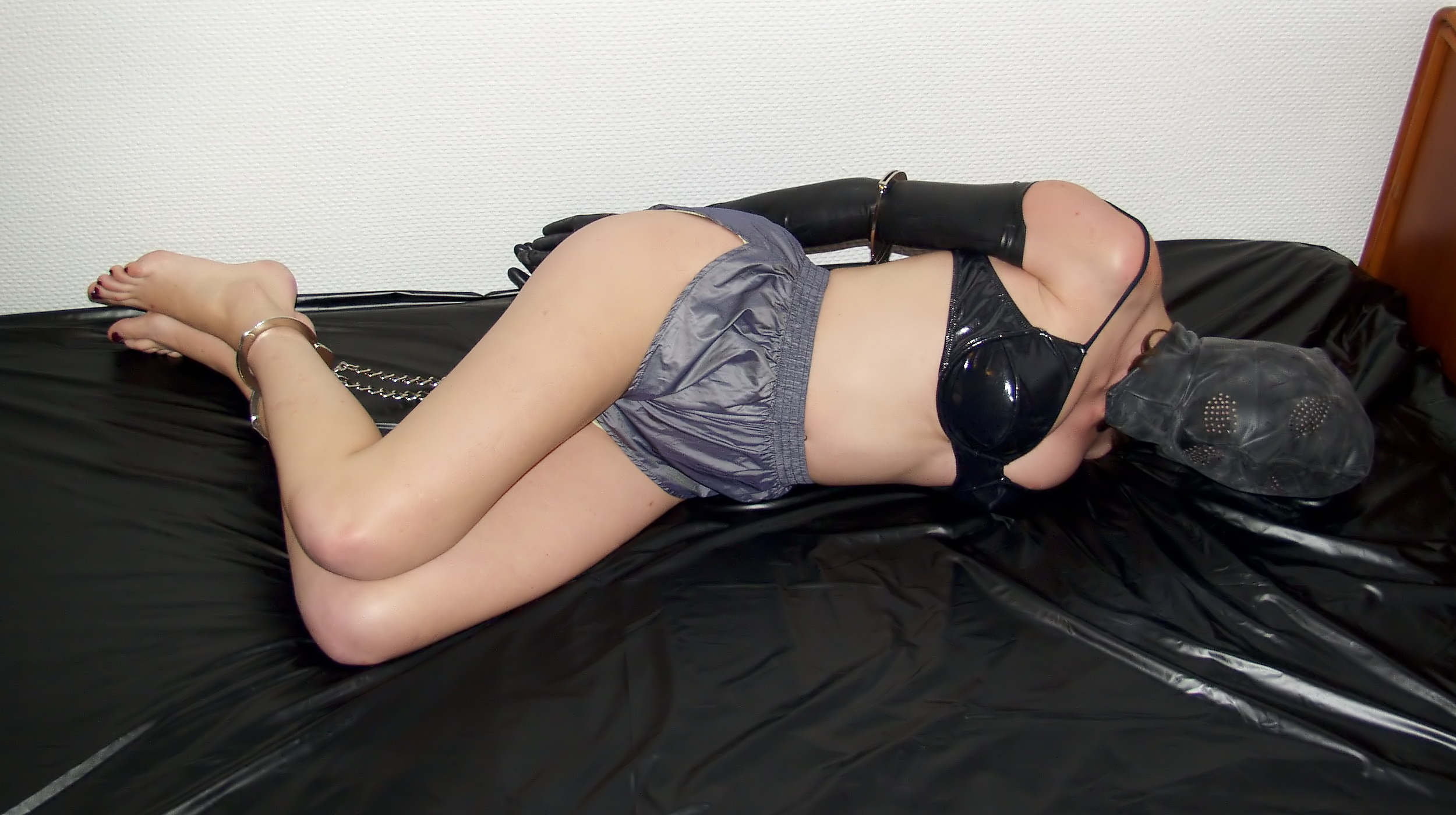
Ножні окови для S&M

Поряд з наручниками, ножні окови можуть використовуватися як приладдя для садомазохістських ігор.